# Pulsions (film)
Pour les articles homonymes, voir Dressed to Kill et Pulsion (psychanalyse).
Pour plus de détails, voir Fiche technique et Distribution.
Pulsions (Dressed to Kill) est un film américain réalisé par Brian De Palma et sorti en 1980. Ce thriller commence par les fantasmes d'une quinquagénaire frustrée sexuellement, suivie par un psychiatre. Après une aventure sans lendemain elle est sauvagement assassinée. 
Le film suit Kate Miller, la cinquantaine, frustrée sexuellement, qui suit une psychothérapie. Sentant la jeunesse lui échapper, elle succombe à un inconnu rencontré au Metropolitan Museum of Art de New York. Cette rencontre lui est fatale : en revenant chercher la bague qu'elle avait oubliée chez son amant, elle rencontre la mort dans l'ascenseur. Liz Blake, prostituée, a vu la scène dans le miroir de la cabine : une personne blonde a lacéré Kate Miller avec un rasoir. Cette personne blonde n'est pas encore une femme, mais « une femme dans un corps d'homme » à qui son psychothérapeute, le même que celui de Kate Miller, refuse l'agrément pour une opération de changement de sexe.
Le film est un succès critique et commercial. Angie Dickinson obtient le Saturn Award de la meilleure actrice. Nancy Allen est quant à elle nommé au Golden Globe de la révélation féminine de l'année.

## Synopsis
Kate Miller est une femme ménopausée qui suit son entretien avec le thérapeute new-yorkais, le docteur Robert Elliott. Depuis la rencontre avec le docteur, Kate essaie de jouer les séductrices mais le docteur Robert Elliott rejette ses avances. Kate doit aller au Metropolitan Museum of Art où elle fait la connaissance d'un inconnu nommé Warren Lockman. Kate et l'homme se déplacent à l'intérieur du musée, sortent, prennent un taxi. Puis ils couchent ensemble dans l'appartement de Lockman.
Des heures après, Kate Miller se lève et profite de ce que Lockman soit toujours endormi pour sortir de la chambre. Elle se dirige dans le bureau pour lui laisser un mot puis découvre un document qui indique qu'il est atteint de maladie sexuellement transmissible. En plein choc, elle quitte l'appartement. Mais elle a oublié son alliance sur la table de chevet de Lockman et fait demi-tour pour la récupérer. Elle attend l'ascenseur et soudain, lorsque les portes s'ouvrent, elle se retrouve face à une grande femme blonde aux lunettes de soleil noires et armée d'un rasoir droit. Kate est violemment assassinée dans l'ascenseur par la mystérieuse blonde. De son côté, une prostituée nommée Liz Blake arrive sur les lieux et aperçoit par surprise la meurtrière blonde dans le miroir de l'ascenseur ; elle deviendra le principal suspect lorsqu'elle est à son tour aperçue par une femme de ménage de l'immeuble, portant le rasoir ; elle sera la prochaine cible du tueur.
Au loin, le docteur Robert Elliott vient de recevoir un message sur son répondeur téléphonique laissé par « Bobbi ». Il s'agit d'un patient transgenre du docteur. Le patient Bobbi se moque du thérapeute et évoque l'interruption de leur séance médicale, liée au fait qu'Elliott refuse de signer des documents permettant à Bobbi d'avoir recours à une opération chirurgical pour changer de sexe.
L'inspecteur Marino collabore dans l'enquête du meurtre de Kate Miller avec la prostituée Liz Blake. Elle rencontre le fils de Kate, nommé Peter et bénéficie de son aide pour traquer la tueuse blonde. Peter Miller est un inventeur : il utilise des engins faits maison et des caméras espions pour enregistrer les patients qui quittent le bureau du docteur Elliott. Il enregistre le patient Bobbi en vidéo. Liz Blake est à nouveau poursuivie par la grande blonde aux lunettes de soleil, déterminée à l'éliminer. Elle est pourchassée par la meurtrière jusqu'au métro. Elle se retrouve face à un groupe de loubards qui l'accostent et dont elle s'échappe jusqu'à ce que la grande blonde aux lunettes de soleil tente de la tuer. Les loubards, effrayés par la violence de l'agression, prennent la fuite et abandonnent Blake à son sort. Peter Miller intervient et asperge le visage de la blonde avec une bombe anti-agression ; la tueuse prend la fuite.
Liz Blake et Peter Miller commencent à s'interroger sur le patient Bobbi du Dr Elliot. Ils décident d'en savoir plus au sujet de Bobbi et entrent par effraction dans le bureau du docteur. Liz se montre en lingerie dans le cabinet du docteur. Soudain, Peter, qui est resté dehors, aperçoit quelque chose par la fenêtre. Il crie après Liz Blake qui se retourne face à la tueuse blonde avec un rasoir. Furieuse, la blonde essaye d'en finir avec Liz. Tandis que Liz est sur le point d'être éliminée par la tueuse dans le bureau du docteur, une policière arrive sur les lieux et protège Liz Blake en ouvrant le feu sur la suspecte blonde dans le cabinet. La blonde, blessée par la riposte armée, voit sa perruque tomber et dévoile sa véritable identité : c'est le docteur Robert Elliott lui-même.
Interpellé par des agents de police, le docteur Elliott est transféré dans un asile pour le meurtre de Kate Miller et les tentatives de meurtres répétées sur Blake. Le docteur Levy dévoile à Blake que Robert Elliott est en réalité une personne transgenre. On découvre que Robert Elliot avait créé son alter-ego imaginaire : le patient Bobbi, la blonde tueuse qui est l'incarnation de son côté féminin frustré. Dans les dortoirs de l'hôpital psychiatrique, le docteur Elliott se réveille en sursaut, étrangle une infirmière de nuit et la viole devant les patients de l'asile, hilares. Soudain, Liz Blake se réveille dans sa chambre en sursaut.
Pour finir, le docteur Elliott surgit dans l'appartement de Blake et égorge la jeune femme. Liz se réveille à nouveau dans sa chambre en sursaut, vêtue d'une chemise de nuit soigneusement boutonnée. Peter Miller, le fils de  Kate, vêtu d'un pyjama, la rejoint et lui annonce qu'elle vient de faire un cauchemar.

## Fiche technique
- Titre : Pulsions
- Titre original : Dressed to Kill[1]
- Réalisation et scénario : Brian De Palma
- Musique : Pino Donaggio
- Photographie : Ralf D. Bode
- Montage : Gerald B. Greenberg
- Direction artistique : Gary Weist
- Costumes : Gary Jones et Ann Roth
- Production : Samuel Z. Arkoff, Fred C. Caruso et George Litto
- Sociétés de production : Filmways Pictures, Cinema 77 Films et Warwick Associates
- Distribution : Filmways (États-Unis), UGC (France)
- Budget : 6,5 millions de dollars[2],[3]
- Pays de production :  États-Unis
- Langue originale : anglais
- Format : Couleurs (Technicolor) - 2,35:1 - stéréo magnétique 4 pistes en V.O. mono en V.F. - 35 mm
- Genre : Thriller érotique, horreur, drame
- Durée : 105 minutes
- Dates de sortie[4] :
  -  États-Unis : 25 juillet 1980 (version censurée)
  -  France : 15 mars 1981 (version intégrale), 7 juin 2000 (ressortie), 25 juillet 2012 (ressortie en copie numérique stéréo)
- Classification[5] :
  -  États-Unis : R
  -  France : interdit aux moins de 16 ans
- Affiche : Michel Landi (France)

## Distribution
- Michael Caine (VF : Gabriel Cattand) : Dr Robert Elliott
- Angie Dickinson (VF : Évelyn Séléna) : Kate Miller
- Nancy Allen (VF : Catherine Lafond) : Liz Blake
- Keith Gordon  (VF : Gilles Laurent) : Peter Miller
- Dennis Franz  (VF : Marc de Georgi) : l'inspecteur Marino
- David Margulies  (VF : Pierre Hatet) : Dr Levy
- Ken Baker : Warren Lockman
- Susanna Clemm : Betty Luce
- Brandon Maggart (en) (VF : Patrick Poivey) : Cleveland Sam
- Amalie Collier : la femme de ménage
- Mary Davenport : la femme au restaurant
- Anneka Di Lorenzo (en) : l'infirmière
- Norman Evans (VF : Claude Joseph) : Ted
- Robbie L. McDermott : l'homme sous la douche
- Bill Randolph (en) : taxi
- Sean O'Rinn : le chauffeur de taxi au musée
- Fred Weber : Mike Miller
- William Finley : Bobbi (voix)

## Production

### Genèse du projet
Brian De Palma s'inspire de sa jeunesse pour certains éléments du film : quand il était plus jeune il a surveillé son père, soupçonné d'adultère par sa mère. Par ailleurs, dans les années 1970, il écrit un scénario sur des assassinats dans la communauté gay, inspiré d'un article de journal de Gerald Walker. Mais il ne peut en obtenir les droits d'adaptation, qui ont été achetés pour le film de William Friedkin, La Chasse (The Cruising), qui sort en 1980. De Palma conserve quelques éléments de ce scénario et retravaille son script.
Avec ce film, le réalisateur voulait également rendre un nouvel hommage à Alfred Hitchcock et plus particulièrement à Psychose.

« Je voulais tourner un film dans lequel, à l'instar de Psychose, on s'attache à décrire soigneusement un personnage qu'on tue ensuite. »

— Brian De Palma

### Attribution des rôles

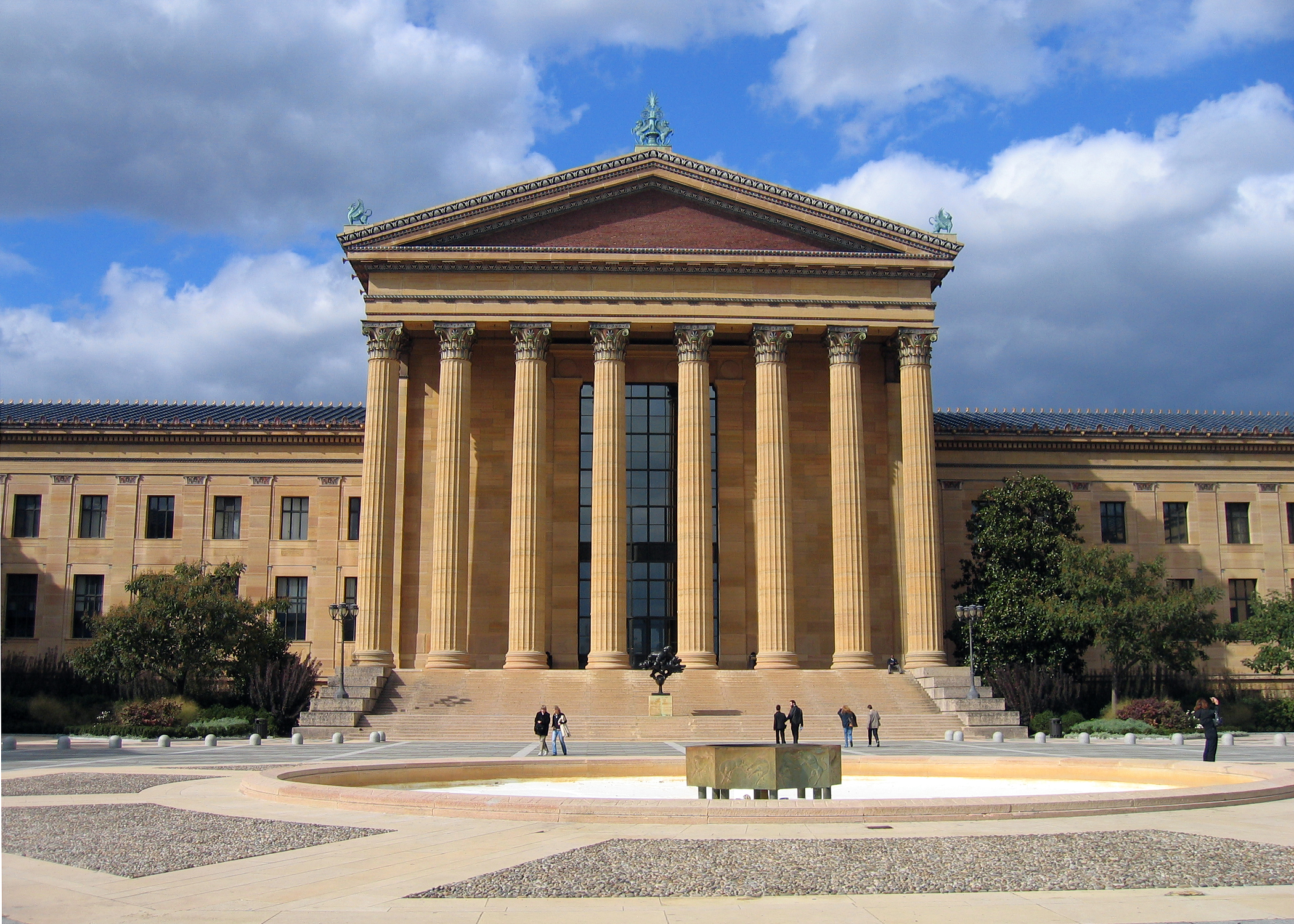
Le Philadelphia Museum of Art

Brian De Palma souhaite initialement que le rôle de Kate Miller soit interprété par Liv Ullmann, mais l'actrice refuse la proposition. Le cinéaste a par ailleurs proposé le rôle de Robert Elliott à Sean Connery, qui doit refuser à cause de précédents engagements.

### Tournage
Le tournage a principalement lieu à New York, notamment à Manhattan. Pour les scènes du musée, les extérieurs sont tournés à New York et les intérieurs au Philadelphia Museum of Art de Philadelphie.

### Musique
Albums de Pino Donaggio
Beyond Evil
(1980) Hurlements
(1981)
La musique du film est composée par Pino Donaggio. Celui-ci avait déjà collaboré avec Brian De Palma pour Carrie au bal du diable (1976) et Home Movies (1980) et le fera à nouveau pour Blow Out (1981), Body Double (1984), L'Esprit de Caïn (1992), Passion (2012) et enfin Domino : La Guerre silencieuse (2019).
Liste des titres
1. The Shower - 4:13
2. The Museum - 6:16
3. The Note - 4:19
4. Flight from Bobbi - 2:23
5. Death in the Elevator - 2:18
6. Liz and Peter / A Romantic Interlude - 1:49
7. The Erotic Story - 2:42
8. The Transformation / The Storm / The Revelation - 4:03
9. Kate's Confession - 0:44
10. The Forgotten Ring / The Murder - 3:24
11. The Cab - 2:00
12. The Asylum / The Nightmare - 4:15
13. Finale - 2:33

## Accueil
Tout comme La Chasse (1980, William Friedkin), Pulsions a failli être « classé X » aux États-Unis par la MPAA, avant d'écoper d'une simple interdiction aux moins de 17 ans non accompagnés grâce à une version légèrement expurgée. En Europe, c'est la version intégrale qui a été exploitée.
Par ailleurs, les deux films provoquent de vives réactions des associations de défense des droits des homosexuels qui s'opposent à leur sortie. Plusieurs évènements ont lieu autour des cinémas qui projetaient ces œuvres, qui donnaient selon ces associations une image un peu trop exagérée de l'altération mentale chez certains trans,.

### Critique
Les critiques sont assez partagées envers le film, certains[Qui ?] reprochant à De Palma de notamment se servir du sexe pour provoquer la censure et pour faire du bruit autour de son film.
La sortie aux États-Unis est l'occasion d'un affrontement entre les critiques Pauline Kael et Andrew Sarris (en). Pour Sarris, le film est comparable à un « hamburger de chez McDonald's » : il trouve « de la viande hachée » (ce qui arrive au personnage d'Angie Dickinson), des « saveurs douces » (la musique « sucrée » de Pino Donaggio) et « beaucoup de ketchup rouge sang ». Il considère De Palma comme un « voleur, » ses emprunts à Hitchcock manquant pour lui de profondeur car ils ne se marient pas avec la « facétie » et la distance créées par De Palma. À l'inverse, Pauline Kael, pour The New Yorker apprécie la manière dont De Palma intègre l'héritage d'Hitchcock avec ce qui lui vient des comédies qu'il a réalisées à la fin des années 1960, telles que Greetings.
À l'occasion de la ressortie du film en salles en 2012, Les Inrockuptibles écrivent que cette « relecture de Psychose » est surtout un « thriller hypermaniériste où le suspense (sous la douche, dans l'ascenseur), millimétré comme des préliminaires au lit, exsude le plaisir constant de filmer ».

### Box-office
Malgré des critiques mitigées à sa sortie, le film rapporte tout de même 31 899 000 de dollars aux États-Unis pour 6,5 millions de budget,. En France, il totalise 1 147 059 entrées, malgré une interdiction aux moins de 18 ans (aujourd'hui, aux moins de 16 ans).

### Distinctions
Source : Internet Movie Database

#### Récompense
- Saturn Awards 1981 : meilleure actrice pour Angie Dickinson[17]

#### Nominations
- Saturn Awards 1981 : meilleur film d'horreur, meilleur réalisateur pour Brian De Palma et meilleure musique pour Pino Donaggio.
- Golden Globes 1981 : révélation féminine de l'année pour Nancy Allen[18].
- Razzie Awards 1981 : pire réalisateur pour Brian De Palma, pire acteur pour Michael Caine et de la pire actrice pour Nancy Allen[19].

## Analyse
Si ce film est inspiré par le cinéma d'Alfred Hitchcock, Brian De Palma utilise différemment cette influence que dans l'un de ces précédents films, Obsession. Ce film reprenait en effet la structure scénaristique de Sueurs froides, tandis qu'ici le cinéaste s'inspire de « scènes-clé » du cinéma d'Hitchcock, venues de Sueurs froides et de Psychose, à partir desquelles il effectue des prolongements et des variations. La scène du musée est ainsi une reprise de celle où Madeleine venait regarder le portrait de Carlotta dans Sueurs froides, mais De Palma s'autorise le plan qu'Hitchcock ne réalisait pas : celui du plan de face sur le visage de la femme qui regarde le tableau, « s'introduisant symboliquement dans la scène d'Hitchcock. » Le meurtre reprend l'idée de Psychose, tuant une actrice connue qui incarne le personnage principal (ici Angie Dickinson, chez Hitchcock Janet Leigh) tôt dans le film, à un moment où le spectateur ne s'y attend pas.